# 食用蜡烛木
食用蜡烛木（学名：Parmentiera edulis）为紫葳科蜡烛木属下的一个种。